# Bahnstrecke Monsempron-Libos–Cahors
| Bahnhofsgebäude Monsempron-Libos, August 2008 |                      |                                                                             |                                                                             |
| Streckennummer (SNCF): | 632 000              |                                                                             |                                                                             |
| Kursbuchstrecke (SNCF): | 112                  |                                                                             |                                                                             |
| Streckenlänge: | 45,3 km              |                                                                             |                                                                             |
| Spurweite: | 1435 mm (Normalspur) |                                                                             |                                                                             |
| Maximale Neigung: | 12,5 ‰               |                                                                             |                                                                             |
| |                      |                                                                             |                                                                             |
| \| \| \| Bahnstrecke Niversac–Agen von Agen \| \| \| \| 608,6 \| Monsempron-Libos \| 78 m \| \| \| ~608,9 \| Bahnstrecke Niversac–Agen nach Niversac \| Bahnstrecke Niversac–Agen nach Niversac \| \| \| ~609,2 \| Lémance \| Lémance \| \| \| ~609,4 \| D 710 (ehem. N 710) \| D 710 (ehem. N 710) \| \| \| \| Usines métallurgiques de Fumel \| \| \| \| ~610,4 \| D 911f (ehem. BUE N 111) \| D 911f (ehem. BUE N 111) \| \| \| 610,5 \| Fumel \| 72 m \| \| \| 612,7 \| Thèze \| Thèze \| \| \| ~615,0 \| Département Lot-et-Garonne / Lot \| Département Lot-et-Garonne / Lot \| \| \| 615,1 \| Les Plantète \| 84 m \| \| \| 617,8 \| Soturac-Touzac \| 89 m \| \| \| 622,4 \| Duravel \| 87 m \| \| \| 624,0 \| Lot (Pont de la Crose, 100 m) \| Lot (Pont de la Crose, 100 m) \| \| \| 627,0 \| Puy-l’Évêque \| 86 m \| \| \| 627,3 \| Lot (Viaduc de Puy-l’Évêque, 100 m) \| Lot (Viaduc de Puy-l’Évêque, 100 m) \| \| \| 627,9 \| Tunnel de Puy-l’Évêque (228 m) \| Tunnel de Puy-l’Évêque (228 m) \| \| \| 631,9 \| Prayssac \| 107 m \| \| \| 633,7 \| Castelfranc-Prayssac \| 103 m \| \| \| 634,9 \| Pont-de-Castelfranc \| 96 m \| \| \| 637,5 \| Albas (Lot) \| 96 m \| \| \| 638,0 \| Tunnel de Mirandol (245 m) \| Tunnel de Mirandol (245 m) \| \| \| 640,9 \| Luzech \| 102 m \| \| \| 642,1 \| Tunnel de Luzech (170 m) \| Tunnel de Luzech (170 m) \| \| \| 642,3 \| Lot (Pont de Luzech, 100 m) \| Lot (Pont de Luzech, 100 m) \| \| \| 644,6 \| Parnac \| 139 m \| \| \| 648,2 \| Douelle \| 118 m \| \| \| 649,0 \| Lot (Pont de Douelle, 100 m) \| Lot (Pont de Douelle, 100 m) \| \| \| 650,6 \| Mercuès \| 133 m \| \| \| \| \| \| \| \| 653,9 593,3 \| Les Aubrais-Orléans–Montauban-Ville-Bourbon von Les Aubrais (Abzw. Mercuès) \| Les Aubrais-Orléans–Montauban-Ville-Bourbon von Les Aubrais (Abzw. Mercuès) \| \| \| \| \| \| \| \| 600,1 \| Cahors \| Cahors \| \| \| 601,1 \| Lot (193 m) \| Lot (193 m) \| \| \| 601,2 \| Bahnstrecke Cahors–Capdenac nach Capdenac \| Bahnstrecke Cahors–Capdenac nach Capdenac \| \| \| \| \| \| \| \| \| Les Aubrais-Orléans–Montauban-Ville-Bourbon nach Montauban \| \| |                      |                                                                             |                                                                             |
| |                      | Bahnstrecke Niversac–Agen von Agen                                          |                                                                             |
| Bahnhof | 608,6                | Monsempron-Libos                                                            | 78 m                                                                        |
| Abzweig ehemals geradeaus und nach links | ~608,9               | Bahnstrecke Niversac–Agen nach Niversac                                     | Bahnstrecke Niversac–Agen nach Niversac                                     |
| Brücke über Wasserlauf (Strecke außer Betrieb) | ~609,2               | Lémance                                                                     | Lémance                                                                     |
| Brücke (Strecke außer Betrieb) | ~609,4               | D 710 (ehem. N 710)                                                         | D 710 (ehem. N 710)                                                         |
| Abzweig geradeaus und von rechts (Strecke außer Betrieb) |                      | Usines métallurgiques de Fumel                                              | Usines métallurgiques de Fumel                                              |
| Strecke mit Straßenbrücke (Strecke außer Betrieb) | ~610,4               | D 911f (ehem. BUE N 111)                                                    | D 911f (ehem. BUE N 111)                                                    |
| Bahnhof (Strecke außer Betrieb) | 610,5                | Fumel                                                                       | 72 m                                                                        |
| Brücke über Wasserlauf (Strecke außer Betrieb) | 612,7                | Thèze                                                                       | Thèze                                                                       |
| Grenze (Strecke außer Betrieb) | ~615,0               | Département Lot-et-Garonne / Lot                                            | Département Lot-et-Garonne / Lot                                            |
| Haltepunkt / Haltestelle (Strecke außer Betrieb) | 615,1                | Les Plantète                                                                | 84 m                                                                        |
| Bahnhof (Strecke außer Betrieb) | 617,8                | Soturac-Touzac                                                              | 89 m                                                                        |
| Bahnhof (Strecke außer Betrieb) | 622,4                | Duravel                                                                     | 87 m                                                                        |
| Brücke über Wasserlauf (Strecke außer Betrieb) | 624,0                | Lot (Pont de la Crose, 100 m)                                               | Lot (Pont de la Crose, 100 m)                                               |
| Bahnhof (Strecke außer Betrieb) | 627,0                | Puy-l’Évêque                                                                | 86 m                                                                        |
| Brücke über Wasserlauf (Strecke außer Betrieb) | 627,3                | Lot (Viaduc de Puy-l’Évêque, 100 m)                                         | Lot (Viaduc de Puy-l’Évêque, 100 m)                                         |
| Tunnel (Strecke außer Betrieb) | 627,9                | Tunnel de Puy-l’Évêque (228 m)                                              | Tunnel de Puy-l’Évêque (228 m)                                              |
| Haltepunkt / Haltestelle (Strecke außer Betrieb) | 631,9                | Prayssac                                                                    | 107 m                                                                       |
| Bahnhof (Strecke außer Betrieb) | 633,7                | Castelfranc-Prayssac                                                        | 103 m                                                                       |
| Bahnhof (Strecke außer Betrieb) | 634,9                | Pont-de-Castelfranc                                                         | 96 m                                                                        |
| Bahnhof (Strecke außer Betrieb) | 637,5                | Albas (Lot)                                                                 | 96 m                                                                        |
| Tunnel (Strecke außer Betrieb) | 638,0                | Tunnel de Mirandol (245 m)                                                  | Tunnel de Mirandol (245 m)                                                  |
| Bahnhof (Strecke außer Betrieb) | 640,9                | Luzech                                                                      | 102 m                                                                       |
| Tunnel (Strecke außer Betrieb) | 642,1                | Tunnel de Luzech (170 m)                                                    | Tunnel de Luzech (170 m)                                                    |
| Brücke über Wasserlauf (Strecke außer Betrieb) | 642,3                | Lot (Pont de Luzech, 100 m)                                                 | Lot (Pont de Luzech, 100 m)                                                 |
| Bahnhof (Strecke außer Betrieb) | 644,6                | Parnac                                                                      | 139 m                                                                       |
| Haltepunkt / Haltestelle (Strecke außer Betrieb) | 648,2                | Douelle                                                                     | 118 m                                                                       |
| Brücke über Wasserlauf (Strecke außer Betrieb) | 649,0                | Lot (Pont de Douelle, 100 m)                                                | Lot (Pont de Douelle, 100 m)                                                |
| Haltepunkt / Haltestelle (Strecke außer Betrieb) | 650,6                | Mercuès                                                                     | 133 m                                                                       |
| |                      |                                                                             |                                                                             |
| Abzweig ehemals geradeaus und von links | 653,9 593,3          | Les Aubrais-Orléans–Montauban-Ville-Bourbon von Les Aubrais (Abzw. Mercuès) | Les Aubrais-Orléans–Montauban-Ville-Bourbon von Les Aubrais (Abzw. Mercuès) |
| |                      |                                                                             |                                                                             |
| Bahnhof | 600,1                | Cahors                                                                      | Cahors                                                                      |
| Brücke über Wasserlauf | 601,1                | Lot (193 m)                                                                 | Lot (193 m)                                                                 |
| Abzweig geradeaus und ehemals nach links | 601,2                | Bahnstrecke Cahors–Capdenac nach Capdenac                                   | Bahnstrecke Cahors–Capdenac nach Capdenac                                   |
| |                      |                                                                             |                                                                             |
| |                      | Les Aubrais-Orléans–Montauban-Ville-Bourbon nach Montauban                  |                                                                             |

Die Bahnstrecke Monsempron-Libos–Cahors war eine 45,3 km lange eingleisige, normalspurige Eisenbahnstrecke in den südfranzösischen Départements Lot-et-Garonne und Lot, die in West-Ost-Richtung verläuft. Die Trasse befindet sich überwiegend am rechten (Nord-)Ufer des Lot und verlässt sein Tal nicht. Sie verbindet die Bahnstrecke Niversac–Agen im Westen mit der magistralen Bahnstrecke Les Aubrais-Orléans–Montauban-Ville-Bourbon, die beide in Nord-Süd-Richtung ausgerichtet sind. Endpunkt war der Abzweig Mercuès 6,5 km vor Cahors.
Diese Strecke kann mit der Bahnstrecke Penne-d’Agenais–Tonneins als Fortsetzung der von Bordeaux und Verlängerung durch die Bahnstrecke Cahors–Capdenac nach Rodez als ein Streckenteil verstanden werden. Alle genannten Bahnstrecken wurden in den Anfangsjahren von der Compagnie du chemin de fer de Paris à Orléans (PO) betrieben.

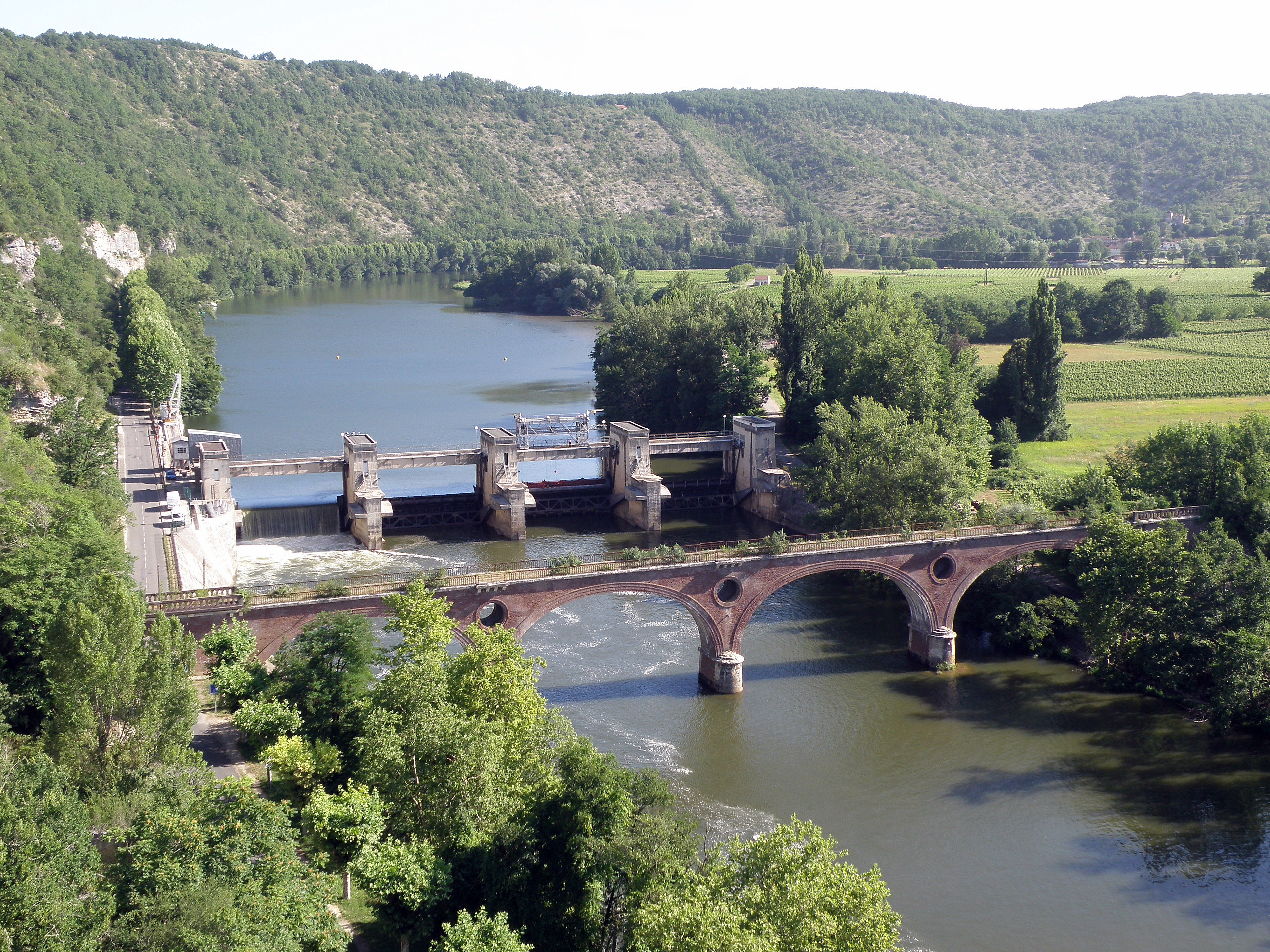
Im Vordergrund Viadukt über den Lot bei Luzech, dahinter das flussaufwärts liegende Sperrwerk. Blick vom Tour de Luzech.

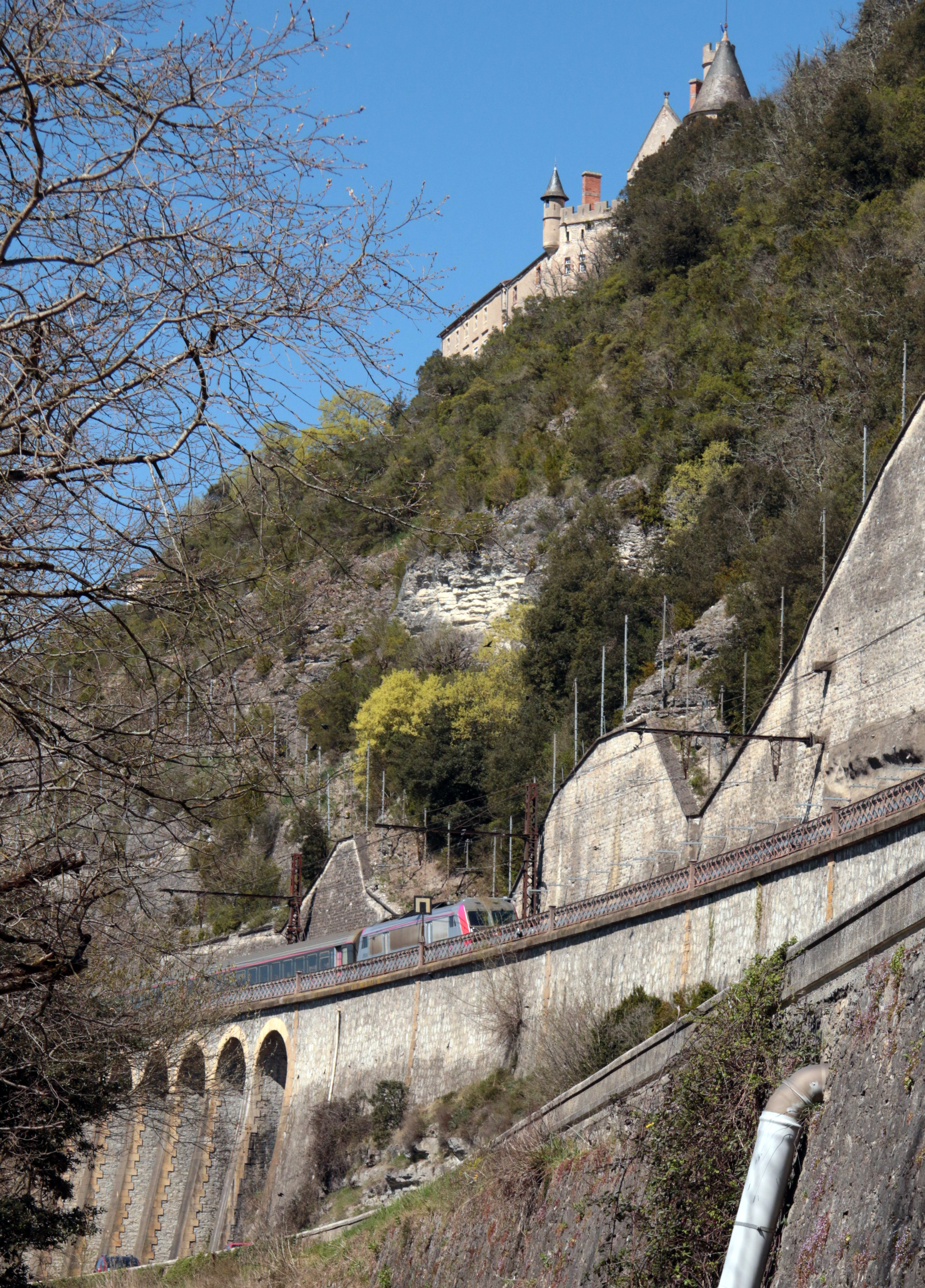
Zug aus Richtung Paris kurz vor dem Abzweig Mercuès der ehemaligen Strecke von Monsempron-Libos. darunter die parallel laufende D 911 (ehem. RN 111).

## Geschichte
In der Mitte des 19. Jahrhunderts war Cahors als Hauptstadt der Provinz Quercy Oberzentrum einer großflächigen Verwaltungseinheit. Schon 1853 – kurz nach Beginn ihrer Geschäftstätigkeit – reichte die Compagnie du chemin de fer Grand-Central de France ein Konzessionsgesuch für den Bau und Betrieb dieser Strecke ein, das am 7. April 1855 mit einer Eventualkonzession genehmigt wurde. Durch Übernahme aller Rechte und Verpflichtungen der Nachfolgegesellschaft PO war sie fortan für dieses Legat verantwortlich.
1863 erhielt sie die endgültige Konzession und baute in sechs Jahren diese Strecke durch das Lottal flussaufwärts bis Cahors. Der Abzweig Mercuès entstand erst 1891, als die Strecke von Orléans fertiggestellt wurde und hier auf die Bestandsstrecke kurz vor Cahors stieß.
Die Strecke wurde am 26. September 1971 auf ganzer Länge für den Personenverkehr geschlossen. Der Güterverkehr folgte von Ost nach West in drei Abschnitten: Castelfranc-Prayssac–Mercuès genau sechs Jahre später am 25. September 1977, Fumel–Castelfranc-Prayssac zum 1. März 1980 und nach der Werksschließung 2004 auch der verbliebene Stummel Monsempron-Libos–Fumel. Die Strecke wurde entwidmet und vollständig abgebaut.

## Bahntrasse
Die Trasse führt nicht nur entlang des Flusses Lot, auch die N 111 verläuft mehr oder weniger ständig parallel zur Strecke. Das enger werdende Tal des Lot machen einige Querungen des Flusses sowie Tunnelungen von Bergspornen erforderlich. Zwar sind keine besonderen Steigungen zu überwinden, doch war die Strecke wegen der zahlreichen Ingenieurbauwerke kostspielig. Neben dem Stahlwerk in Fumel gab es keine weiteren Gleisanlieger an der Strecke. Das Stahlwerk war Teil der Firmendynastie Société Anonyme des Hauts Fourneaux et Fonderies de Pont-a-Mousson mit Hauptsitz bei Nancy und besaß einen eigenen Lokomotivbestand für die innerbetriebliche Werksbahn.
An den beiden Streckenenden zwischen Monsempron-Libos und Condat sowie zwischen Douelle und Cahors wurde die Trasse auf je 5 km zu einem kreuzungsfreien, kombinierten Rad- und Gehweg umgebaut.
Mit der Buslinie 890 gibt es eine öffentliche Nahverkehrsverbindung, die weitestgehend die Bedürfnisse der ursprünglichen Personenbeförderung entspricht. In 75 Minuten kommen die Fahrgäste tagsüber in werktags / samstags / sonntags fünf bis drei Fahrten von Monsempron-Libos nach Cahors oder zurück. Der Service wird vom Département Lot angeboten.